# Frans Baert
Frans Baert né à Grembergen le 25 novembre 1925 et mort le 15 juillet 2022, est un avocat et philosophe néerlandophone flamand, membre du Parti Volksunie avant de rejoindre le Sociaal-Liberale Partij (Spirit).

## La doctrine Frans Baert
Frans Baert est le fondateur de la doctrine connue en néerlandais sous le nom de Baertdoctrine; se rapportant à une méthodologie pour le Nationalisme indépendantiste Flamand. Cette doctrine, reprise par plusieurs politiciens néerlandophones, est une stratégie par étape pour arriver à une indépendance flamande grâce à des réformes successives.
Chaque réforme doit suivre trois règles fondamentales pour arriver à bien vers l'objectif final (l'indépendance de la Flandre)
1. La réforme doit franchir une étape significative vers l'autonomie.
2. La réforme ne doit pas empêcher que de nouvelles réformes futures s'engagent.
3. La réforme ne doit pas comporter une compensation financière déraisonnable en faveur de l'autre partie.

La doctrine Baert est utilisée par la N-VA lors des négociations sur la formation du gouvernement belge, résultant des élections anticipées de 2010, afin de conduire la Flandre vers l'indépendance.

## carrière politique
- sénateur coopté (30-04-1968 - 29-09-1971)
- député de l'arrondissement Gent-Eeklo (07-11-1971 - 13-12-1987) 
  - membre du Cultuurraad (07-12-1971 - 01-10-1980)
  - membre du Vlaamse Raad (01-10-1980 - 13-12-1987)
- sénateur coopté (14-01-1988 - 11-01-1991)